# 가비에네 전투
가비에네 전투(Battle of Gabiene)는 기원전 316년에 현재 이란의 가비에네(파라에타케네의 약간 북쪽)에서 벌어진, 에우메네스와 안티고노스가 벌인 디아도코이 전쟁 중 한 회전이다.

## 배경
전년에 있었던 파라에타케네 전투는 무승부로 끝났고, 겨울이 되자 안티고노스와 에우메네스 양군은 겨울나기에 들어갔다. 에우메네스 군 지휘관들은 각 부대를 분산해서 동영했다. 그것을 알게 된 안티고노스는 물이 없기는 하지만 지름길인 사막 지대를 통해서 몰래 적을 기습하여 분산되고, 전투 준비가 되어 있지 않은 적을 각개격파하려 했다. 그러나 추위로 안티고노스 군 병사가 장작불을 피우고, 그것을 본 인근 주민들이 에우메네스에게 알렸기 때문에 안티고노스의 계획은 에우메네스에게 사전에 알려지게 되었다.
적의 접근을 알고 경악하는 부장들에게 에우메네스는 사흘동안 적의 진격을 늦출테니 그동안 각자 자신의 부대를 정비하라는 명령을 내리고, 자신은 약간의 방어부대를 이끌고 시간벌기에 나섰다. 그는 부하들에게 많은 장작을 지라고 시켰고, 이를 본 안티고노스는 적은 이미 군대를 집결시켰다고 착각하고 기습작전이 실패했다고 생각했다. 안티고노스는 더 이상의 위험한 사막 진군을 중단하고, 우회를 해야하긴 하지만, 보급을 받을 수 있는 도시와 마을이 있는 길로 전환했다.
이렇게 에우메네스가 시간을 벌고 있는 동안 그의 장군들은 군대를 집결시켰다. 그런데 에우메네스 군이 보유하고 있었던 다리가 느린 전투코끼리 부대의 진군이 지연되고, 고립되어 있었다. 그래서 안티고노스는 적의 전투코끼리를 빼앗기 위해 기병 2200기와 경장보병의 전대를 보내 전투코끼리 부대를 습격하게 했다. 이를 알아차린 에우메네스는 기병 1500기와 경장보병 3000명을 보내 전투코끼리부대를 구했다. 이렇게 에우메네스는 위기를 벗어났고, 양군은 가비에네에서 대치했다.

## 포진
안티고노스 군의 배치는 다음과 같았다. 그는 양측에 기병을 배치하고, 중앙에 중장보병을 두고, 코끼리를 전면에 늘어놓아 그 틈을 경장 보병으로 채웠다. 안티고노스와 그의 아들 데메트리오스가 우익을 맡고, 페이톤이 좌익을 지휘했다. 디오도로스에 따르면 안티고노스 군대의 총계는 메디아에서 온 지원군을 포함하여 보병 22,000명, 기병 9,000기, 코끼리 65마리라고 했지만, 이 외에도 경장보병이 있었다고 생각되고 있다.
반면, 에우메네스는 좌익에 정예 기병을 배치하고, 자신도 그곳에 진을 쳤다. 우익 기병 부대는 필리포스의 지휘를 받게 하였고, 그에게 전투를 피해 부대를 보존하도록 명령했다. 그리고 에우메네스 또한 안티고노스와 마찬가지로 전투코끼리 부대 54마리(에우다모스가 지휘)를 전군의 전면에 죽 늘어 놓아 60마리를 좌익을 감싸듯이 반원으로 배치했다. 중앙에는 역시 중장보병을 배치했다. 에우메네스 군대의 총계는 보병 36,700명, 기병 6,000기와 코끼리가 114마리였다.

## 회전
전투를 벌이기 전에 에우메네스 군의 장군 안티게네스는 기병을 1기를 적의 전면에 보내 적을 도발하게 했다. 그 기병은 “이 나쁜 놈들아! 너희들은 필리포스와 알렉산더 대왕과 함께 전 세계를 정복한 니들 애비들(마케도니아 군의 최고참 병사로 이루어진 은방패 병단)에게 죄를 짓을 거냐?!”라고 외쳤다. 그 외침에 안티고노스 군의 사기가 떨어졌고, 반대로 에우메네스 군의 사기는 올랐다. 에우메네스의 군인들은 총사령관에게 빨리 싸우게 해달라고 요구했고, 에우메네스는 공격을 명령했다.
이렇게 전투는 에우메네스 군 좌익의 전투코끼리 부대에 이어, 기병대의 돌격로 시작되었고, 이어서 중앙의 보병 부대도 전진했다. 전투코끼리와 기병이 전진하면서 상당한 모래 먼지가 흩어지는 것을 본 안티고노스는 덩달아 적의 보급대를 빼앗아야 한다고 생각했다. 좌익에 배치했던 메디아 기마 궁병과 타렌티네 기병에게 아군의 뒤를 통과하여 아군의 우익, 그리고 적의 좌익의 바깥을 빠져 보급부대를 습격하게 했다. 이에 따라 허술했던 에우메네스 군 보급대는 어이없이 적의 손에 넘어갔다.
이러한 움직임 반면에, 에우메네스가 이끄는 좌익의 맹공에 병력이 우세했던 안티고노스는 공세를 견뎌내고 있었다. 에우메네스 군 좌익이 돌출되어 있는 것을 깨달은 안티고노스는 오른쪽(에우메네스 군 좌익과 중앙 부대 사이)에서 공격을 했다. 그곳의 기병을 이끌고 있었던 페우케스타스는 혼란에 빠져, 휘하의 기병을 거느리고 달아났다. (플루타르코스는 페우케스타스의 소심함 때문이라고 말하고 있다). 한편, 에우메네스에게 가급적이면 전투를 피하라는 명령을 받은 필리포스는 그의 명령대로 전투를 피해 후퇴했다.
중앙 보병끼리의 전투에서는 에우메네스 군이 우세를 보였다. 특히 은방패 병단은 멋진 활약을 보여주었고, 그들은 적의 보병 부대를 패주시키고 5,000명을 살상했다. 중앙과 우익의 전황을 근거로 에우메네스는 거의 그대로 우익과 함께 총반격을 노렸지만, 페우케스타스가 달아났고, 또 밤이 다가오자 어쩔 수없이 후퇴했다.

## 그후
이 전투에서 에우메네스 군의 사망자는 300명이었던 반면, 안티고노스 군은 5000명 이상을 잃었다. 전투로 인한 손해 자체는 안티고노스 군 쪽이 많았지만 빼앗긴 보급대의 화물 중에는 은방패 병단의 재산과 가족도 보급대에 있었다. 에우메네스 재대결을 생각하고 있었지만, 원래 에우메네스를 좋게 생각하지 않았던 안티게네스와 테우타모스 등의 무장들과 은방패 병단은 안티고노스와 거래를 하여 빼앗긴 자신의 재물이나 처자를 넘겨받는 대가로 에우메네스를 안티고노스에 넘기고 항복했다. 그러나 안티고노스는 자신들의 사령관을 팔아넘긴 그들을 나쁘게 생각하여 안티게네스를 구멍에 떨어뜨려고, 산 채로 불태워 죽였으며, 또한 에우다모스, 케르바노스 등 자신에게 적대적이었던 장군들을 처형했다. 이후 은방패 병단은 벽지 아라코시아에 사실상 좌천되어 모두가 그곳에서 생을 마감했다.
안티고노스는 지략이 뛰어난 에우메네스를 부하로 거두고 싶어 하면서, 에우메네스의 처우에 대해 장군들과 논의를 했다. 데메트리오스와 네아르코스는 에우메네스를 살려둘 것을 주장했지만, 지금까지 에우메네스에 지략을 얕보다가 에우메네스가 있으면 자신의 존재감이 떨어질 것을 두려워 한 다른 장군들은 그것을 반대했다. 또한 과거 안티고노스가 토벌을 할 때 에우메네스는 마케도니아 왕가에 맹목적인 충성을 보여 준 과거가 있었기 때문에 안티고노스 자신도 에우메네스가 진심으로 자신을 따르지 않을 것이라고 생각하고 있었다.
따라서 디오도로스에 따르면 안티고노스는 에우메네스를 처형하고 그 유골을 유족에게 보냈다. 코르넬리우스 네포스와 플루타르코스에 의하면, 위의 이유로 안티고노스는 마지못해 에우메네스를 처형하기로 했지만, 일단 친구에게 폭력을 휘두르는 것을 꺼려했기 때문에 굶겨죽이기로 했다. 그러나 군이 이동하는 혼잡한 틈을 타 에우메네스는 안티고노스가 모르게 (플루타르크에 의하면 안티고노스가 보낸 자객에 의해) 그 부하들에게 목이 잘려 죽었다고 한다.
에우메네스를 제거한 안티고노스는 에우메네스의 동맹자들을 부하로 삼으며, 디아도코이 중에서 굴지의 거대 세력이 되었다. 강대해진 그에게 위협을 느낀 다른 디아도코이는 합종연횡하면서 맞섰다.